# 4회 진로배 세계바둑최강전
4회 진로배 세계바둑최강전은 대한민국, 중국, 일본의 한국 우승으로 4연패를 달성했다.

## 대회 일정
| 구분             | 일정                               | 장소                    |
| ---------------- | ---------------------------------- | ----------------------- |
| 개막식           |                                    | 일본 도쿄 일본기원      |
| 1차전            | 1995년 12월 5일 ~ 1995년 12월 11일 | 일본 도쿄 일본기원      |
| 2차전            | 1996년 1월 9일 ~ 1996년 1월 13일   | 서울 힐튼호텔 국화룸    |
| 3차전            | 1996년 2월 6일 ~ 1996년 2월 10일   | 중국 상하이 신진장 호텔 |
| 시상식 및 폐막식 |                                    | 중국 상하이 신진장 호텔 |

## 출전 기사 명단
- 일본: 모리타 미치히로, 미야자와 고로, 요다 노리모토, 다케미야 마사키 九단, 야마히로 히로시
- 대한민국: 최규병 七단, 양재호 九단(전기 출전 기사 서봉수 九단의 대타 출전), 유창혁 七단, 이창호 七단, 조훈현 九단
- 중국: 뤄시허, 천린신, 차오다위안, 녜웨이핑, 마사오춘

## 대국 결과
| 대국 | 연도   | 대국일자  | 차전  | 대국장소                | 승자                            | 패자                             | 결과             | 기보                             | 비고                  |
| ---- | ------ | --------- | ----- | ----------------------- | ------------------------------- | -------------------------------- | ---------------- | -------------------------------- | --------------------- |
| 1    | 1995년 | 12월 5일  | 1차전 | 일본 도쿄 일본기원      | 최규병 七단 (한국 5장)          | 뤄시허 五단 (중국 5장)           | 325수 백 1집반승 |                                  |                       |
| 2    | 1995년 | 12월 6일  | 1차전 | 일본 도쿄 일본기원      | 모리타 미치히로 八단 (일본 5장) | 최규병 七단 (한국 5장)           | 282수 백 2집반승 |                                  |                       |
| 3    | 1995년 | 12월 7일  | 1차전 | 일본 도쿄 일본기원      | 천린신 九단 (중국 4장)          | 모리타 미치히로 八단 (일본 5장)  | 233수 흑 3집반승 |                                  |                       |
| 4    | 1995년 | 12월 9일  | 1차전 | 일본 도쿄 일본기원      | 천린신 九단 (중국 4장)          | 양재호 九단 (한국 4장)           | 235수 흑 1집반승 |                                  |                       |
| 5    | 1995년 | 12월 10일 | 1차전 | 일본 도쿄 일본기원      | 천린신 九단 (중국 4장)          | 미야자와 고로 九단 (일본 4장)    | 199수 흑 불계승  |                                  | 천린신 九단 3연승     |
| 6    | 1995년 | 12월 11일 | 1차전 | 일본 도쿄 일본기원      | 유창혁 七단 (한국 3장)          | 천린신 九단 (중국 4장)           | 253수 흑 불계승  |                                  |                       |
| 7    | 1996년 | 1월 9일   | 2차전 | 서울 힐튼호텔 국화룸    | 유창혁 七단 (한국 3장)          | 야마시로 히로시 九단 (일본 3장)  | 284수 흑 6집반승 |                                  | 유창혁 七단 2연승     |
| 8    | 1996년 | 1월 10일  | 2차전 | 서울 힐튼호텔 국화룸    | 차오다위안 九단 (중국 3장)      | 유창혁 七단 (한국 3장)           | 174수 백 불계승  |                                  |                       |
| 9    | 1996년 | 1월 12일  | 2차전 | 서울 힐튼호텔 국화룸    | 차오다위안 九단 (중국 3장)      | 요다 노리모토 九단 (일본 2장)    | 260수 흑 2집반승 |                                  | 차오다위안 九단 2연승 |
| 10   | 1996년 | 1월 13일  | 2차전 | 서울 힐튼호텔 국화룸    | 이창호 七단 (한국 2장)          | 차오다위안 九단 (중국 3장)       | 235수 백 8집반승 | [ 깨진 링크 ( 과거 내용 찾기 ) ] |                       |
| 11   | 1996년 | 2월 6일   | 3차전 | 중국 상하이 신진장 호텔 | 이창호 七단 (한국 2장)          | 다케미야 마사키 九단 (일본 주장) | 167수 흑 불계승  | [ 깨진 링크 ( 과거 내용 찾기 ) ] | 일본 탈락             |
| 12   | 1996년 | 2월 7일   | 3차전 | 중국 상하이 신진장 호텔 | 이창호 七단 (한국 2장)          | 녜웨이핑 九단 (중국 2장)         | 294수 흑 3집반승 | [ 깨진 링크 ( 과거 내용 찾기 ) ] | 이창호 七단 3연승     |
| 13   | 1996년 | 2월 9일   | 3차전 | 중국 상하이 신진장 호텔 | 마샤오춘 九단 (중국 주장)       | 이창호 七단 (한국 2장)           | 180수 백 불계승  | [ 깨진 링크 ( 과거 내용 찾기 ) ] |                       |
| 14   | 1996년 | 2월 10일  | 3차전 | 중국 상하이 신진장 호텔 | 조훈현 九단 (한국 주장)         | 마샤오춘 九단 (중국 주장)        | 209수 흑 불계승  |                                  | 한국 우승 4연패!      |

결과: 대한민국 우승 (7승 4패), 중국 준우승 (6승 5패), 일본 3위 (1승 5패)